# (33050) 1997 UR6
1997 UR6 (asteroide 33050) é um asteroide da cintura principal. Possui uma excentricidade de 0.13712940 e uma inclinação de 1.86096º.
Este asteroide foi descoberto no dia 23 de outubro de 1997 por Spacewatch em Kitt Peak.